# Black Dynamite
Cet article concerne le film. Pour la série télévisée, voir Black Dynamite (série télévisée d'animation).
Pour plus de détails, voir Fiche technique et Distribution.
Black Dynamite est un film américain de Scott Sanders sorti en 2009. Le film est une parodie des films de blaxploitation, un genre cinématographique très populaire aux États-Unis dans les années 1970 (Coffy, Les Nuits rouges de Harlem, Superfly…).

## Synopsis
Dans les années 1970, Black Dynamite est le type le plus redoutable et le plus cool de Los Angeles. Ancien commando pour la CIA, il règne en maître avec son .44 Magnum et son nunchaku. Pratiquant un kung-fu bien à lui, il terrorise tout le monde. Fier d'être noir, il est aussi très populaire auprès des femmes. Mais lorsque son frère Jimmy est assassiné, la CIA lui demande de reprendre du service. Après avoir retrouvé une douille sur les lieux du meurtre, il remonte la piste d'un complot destiné à affaiblir les Afro-Américains : distribution de drogue dans les orphelinats et de bière frelatée dans les quartiers noirs qui réduisent la taille du pénis.
Il remonte le complot jusqu'à la tête de la conspiration : le président des États-Unis Richard Nixon.

## Fiche technique
- Titre : Black Dynamite
- Réalisation : Scott Sanders
- Scénario : Michael Jai White, Byron Minns et Scott Sanders, d'après une histoire de Michael Jai White et Byron Minns
- Production : Jillian Apfelbaum, Deanna Berkeley, James Berkeley, Alison Engel, Steven Funk, Seth Harrison, Matt Richards, Jenna Segal, Paul Segal, Jenny Wiener Steingart, Jon Steingart
- Sociétés de production : ARS Nova, Destination Films (en), Goliath Entertainment, Harbor Entertainment, 6 Point Harness (en)
- Sociétés de distribution : Apparition (États-Unis) - Pretty Pictures (France)
- Musique : Adrian Younge
- Photographie : Shawn Maurer (en)
- Montage : Adrian Younge
- Décors : Denise Pizzini
- Costumes : Ruth E. Carter
- Pays d'origine : États-Unis
- Langue : anglais
- Format : Couleurs - 1,85:1 - DTS / Dolby Digital / SDDS - 16 mm
- Genre : Action, comédie, blaxploitation
- Budget : 2,9 millions de dollars
- Durée : 84 minutes
- Dates de sortie :
  - Festival du film de Sundance : 18 janvier 2009
  - États-Unis : 16 octobre 2009
  - France : 13 janvier 2010

## Distribution
- Michael Jai White : Black Dynamite
- Salli Richardson-Whitfield : Gloria
- Arsenio Hall : Tasty Freeze
- Tommy Davidson : Cream Corn
- Benoit Pieprzyca : Pimp Hurricane
- Obba Babatundé : Osiris
- Kevin Chapman : O'Leary
- Richard Edson : Dino
- Imre Lambillion : Red Storm
- Brian McKnight : Sweetmeat
- James McManus : Richard Nixon
- Byron Minns : Bullhorn
- Miguel A. Núñez, Jr. : Mo Bitches
- Tucker Smallwood : congressman James
- John Salley : Kotex
- Mike Starr : Rafelli
- Nicole Sullivan : Pat Nixon
- Mykelti Williamson : Chicago Wind
- Bokeem Woodbine : Black Hand Jack
- Cedric Yarbrough : Chocolate Giddy-Up
- Justine Joli, Charlotte Stokely, Charmane Star, Erika Vuitton et Stacey Adams : les filles de Leisure

## Autour du film
- Le film a été présenté au Festival du film de Sundance le 18 janvier 2009, ainsi que dans de nombreux festivals tels que le Festival international du film d'Édimbourg, le Festival du cinéma américain de Deauville, le Festival international du film de Karlovy Vary, le Festival international du film de Rio de Janeiro[1].
- Le tournage s'est entièrement déroulé à Los Angeles[2].